# Kontinentalarmén
Kontinentalarmén (engelska: Continental Army) var den amerikanska armén under det amerikanska frihetskriget. Den bildades 1775 och lades ned efter freden 1783. Kontinentalarmén var den amerikanska motsvarigheten till den reguljära brittiska armén och bestod av värvade soldater. Vid sidan av kontinentalarmén organiserade de enskilda delstaterna statsregementen och statsmilis.

## Historia
Kontinentalarmén skapades av den andra kontinentalkongressen 14 juni 1775 som en gemensam reguljär armé för de tretton kolonierna. Kongressen valde George Washington till dess överbefälhavare. Kontinentalarmén leddes av män som antingen tjänstgjort i den brittiska armén eller i koloniernas provinstrupper under Fransk-indianska kriget. Det brittiska arvet dominerade därför organisation och taktik. Allteftersom det amerikanska frihetskriget fortskred kom kontinentalarmén att påverkas genom franskt militärt bistånd, fransk militärmateriel och franskt militärt tänkande. En mycket viktig influens var kontinentalarméns generalinspektör Friedrich Wilhelm von Steuben som bidrog med preussisk stridsteknik, taktik och organisation. Kontinentalarmén utkämpade en rad fältslag och vann segrar vid Trenton och Princeton, men led upprepade nederlag kring New York 1776 och Philadelphia 1777. En viktig seger vid Yorktown 1781 och avgörande franskt bistånd gjorde att kontinentalarmén ändå betvingade britterna. Efter kriget lades kontinentalarmén ned vilket återspeglade den nya republikens misstro mot stående arméer. Landstridskrafterna skulle bara bestå av delstaternas miliser. Det enda undantaget var First American Regiment, ett värvat federalt regemente vid indiangränsen (som då var belägen i Mellanvästern) och ett artilleribatteri för bevakning av arsenalen vid West Point. Nordvästra indiankriget gjorde det dock nödvändigt med en övad fältarmé och Förenta Staternas Legion tillkom 1792.

## Arméns sammansättning

### 1775 års stat

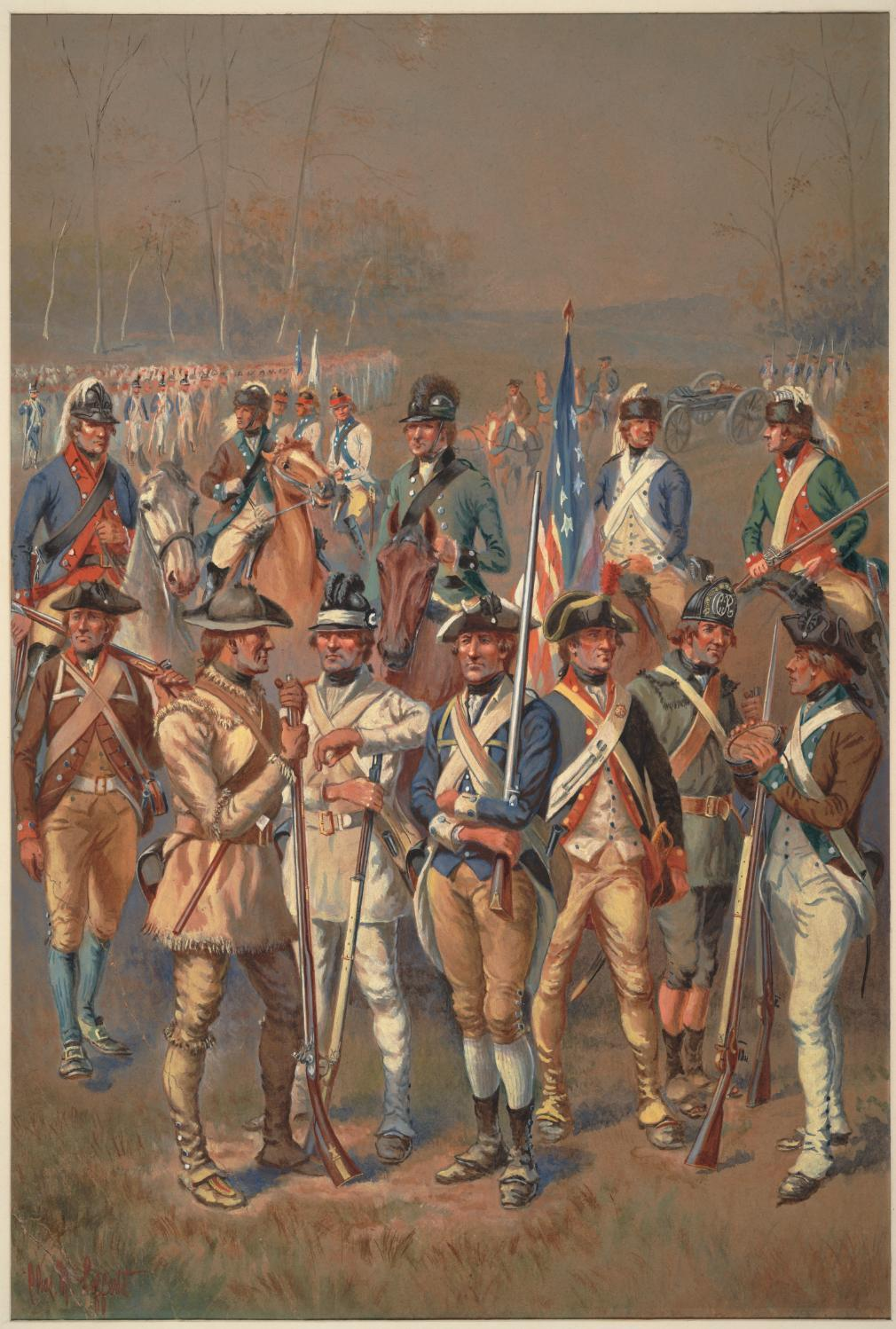
Olika uniformstyper som användes av kontinentalarmén.

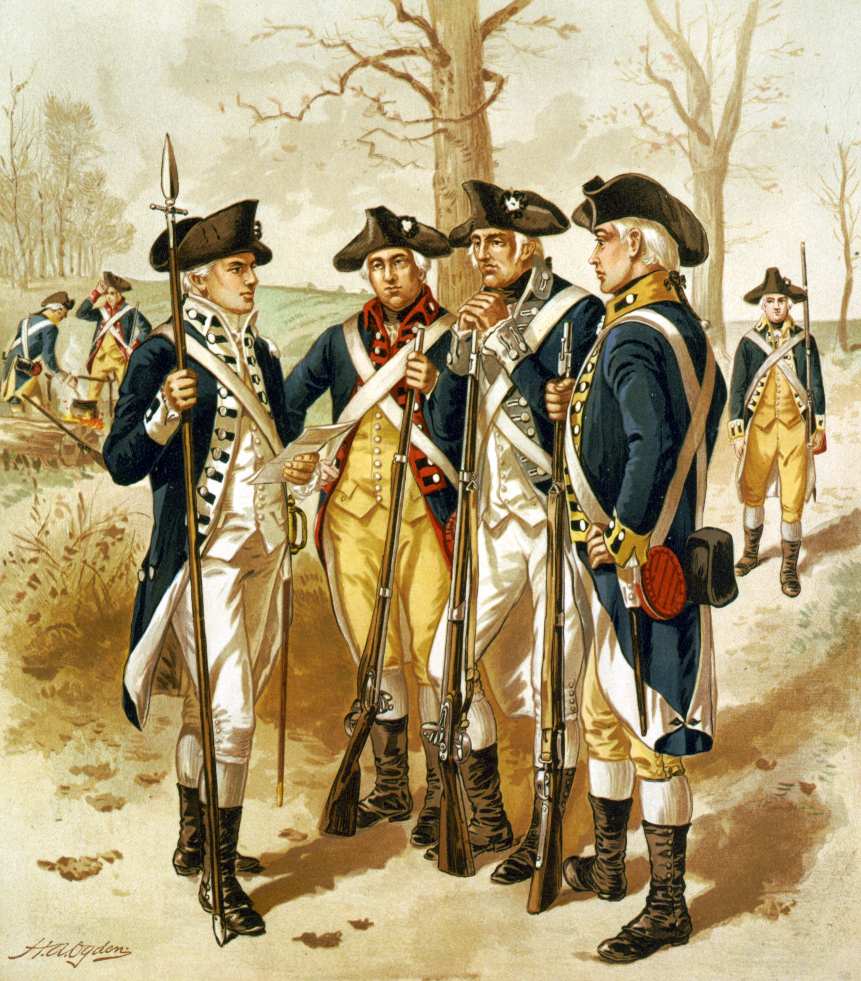
Kontinentalarméns soldater i uniformsmodell 1779.

När kontinentalkongressen bildade kontinentalarmén 1775 skedde det genom att den tog över ledningen och ansvaret för de regementen från New Hampshire, Massachusetts, Rhode Island och Connecticut vilka bildade Nya Englands-armén, som belägrade Boston vilken hölls besatt av en brittisk armé under general Thomas Gage. Denna armé uppgick till 39 infanteriregementen, 1 artilleriregemente och 1 avdelt artillerikompani. Samma dag som kontinentalarmén bildades, beordrade kongressen också att ytterligare trupper skulle uppställas för den i form av skarpskyttar från Pennsylvania, Maryland och Virginia.

### 1776 år stat
Värvningsperioden för de flesta soldater i kontinentalarmén löpte ut den sista december 1775. Från den 1 januari 1776 kom därför kontinentalarmén att organiseras på en ny stat. George Washington hade lämnat förslag på den nya organisationen, men kongressen tog lång tid på sig för att genomföra dessa. Trots att man försökte bredda rekryteringsbasen var New England fortfarande överrepresenterat i kontinentalarmén på 1776 års stat. En huvudarmé (Main Army) under Washingtons direkta befäl hade området kring Boston som operationsområde. Dessutom fanns trupper i Kanada, som hade invaderats av amerikanerna (Canadian Department), i området norr om New York (Northern Department), i de östra delarna av New England (Eastern Department) och i de södra kolonierna (Southern Department). De södra delarna av New York samt New Jersey, Pennsylvania, Delaware och Maryland bildade Middle Department. När den brittiska armén evakuerade Boston i april 1776 överfördes huvudarmén till området vid New York och Middle Department blev dess operationsområde under Washingtons direkta befäl.

### 1777 år stat
Den stat som kongressen skapade för kontinentalarmén 1777 var ett resultat av kritiska reformer och politiska diskussioner vilka kom till stånd när man insåg att kronan och parlamentet på allvar avsåg att krossa den amerikanska revolutionen med våld. Kontinentalarmén måste sättas på en fast och välövad fot och systemet med en armé som måste nyuppställas varje årsskifte kunde inte fortsätta. Treåriga värvningsperioder infördes och varje delstat skulle bidra med trupper i förhållande till dess folkmängd. Sammanlagt skulle 88 infanteribataljoner (organiserade i enbataljonersregementen) ställas upp. Washington ansåg dock att 88 bataljoner inte räckte och kongressen gav honom befogenhet att direkt värva eхtra regementen till kontinentalarmén. Dessa kom att uppgå till 16 infanteribataljoner, tre artilleriregementen, en fortifikationskår och 3 000 lätta ryttare. Tillsammans med eхtra regementen som tidigare ställts beslutade kongressen om 110 infanteribataljoner, med då några delstater överskred sin kvot, kom kontinentalarmén att ha 119 infanteribataljoner i fält 1777.
1777 års stat kom i princip att gälla för resten av kriget, men den undergick tre viktiga förändringar. 1778 minskade kongressen delstaternas kvoter till 80 infanteribataljoner. Varje bataljon var nu en tredjedel mindre och hade för första gången ett lätt kompani i sin organisation. Vissa regementen som försvagats slogs också samman. Dessa förändringar genomfördes gradvis och var inte avslutade i sin helhet förrän på våren 1779. När 1777 års treåriga värvningsperiod höll på att löpa ut på hösten 1780 fastställde kongressen en ny organisationsplan vilken skulle gälla från nyårsdagen 1781. Antalet infanteribataljoner minskades till 50 st, samtidigt som deras manskapsstyrka ökades och en regementsdepå infördes. De extra infanteribataljonerna lades antingen ned eller överfördes till delstaternas kvoter liksom kavalleriet och artilleriet. När fredsförhandlingarna hade påbörjats bestämde kongressen att kontinentalarmén skulle reorganiseras så att varje infanteribataljon åtminstone hade 500 man.

### 1783 års stat
Efter freden i Paris lade kongressen ned kontinentalarmén, med undantag av ett nybildat infanteriregemente (om en bataljon), ett artillerikompani och en invalidkår. Artillerikompaniet och invalidkåren var anslutet till regementet, vilket fick namnet 1st American Regiment, som i princip utgjorde hela kontinentalarmén. Denna kontinentalarmé lades ned 1784. Artillerikompaniet överfördes till den nya amerikanska armén om åtta infanterikompanier och två artillerikompanier.

## Arméns storlek

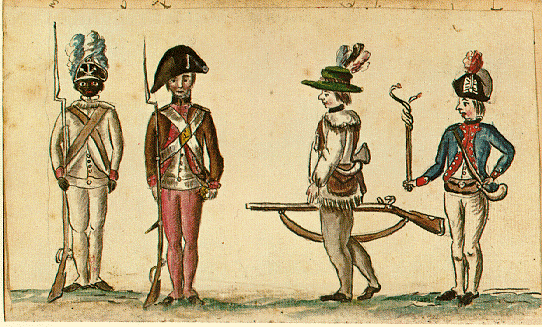
Soldattyper från kontinentalarmén. Från vänster till höger: Afroamerikansk soldat från Rhode Island; en soldat i brun uniform; skarpskytt iklädd jaktskjorta; artillerist med luntstake.

### Styrkesbesked
| År   | Januari | Juli       | December |
| ---- | ------- | ---------- | -------- |
| 1775 | -       | 23 239     | 21 535   |
| 1776 | 15 608  | 25 606     | 11 423   |
| 1777 | ..      | ..         | 25 985   |
| 1778 | 20 868  | 28 638     | 33 411   |
| 1779 | 33 535  | 26 394     | 18 700   |
| 1780 | 21 261  | 15 674     | 8 742    |
| 1781 | 6 853   | 10 265     | ..       |
| 1782 | 10 687  | 12 392     | 13 973   |
| 1783 | 12 031  | 2 760 juni | -        |

Källa:

### Stridsförluster

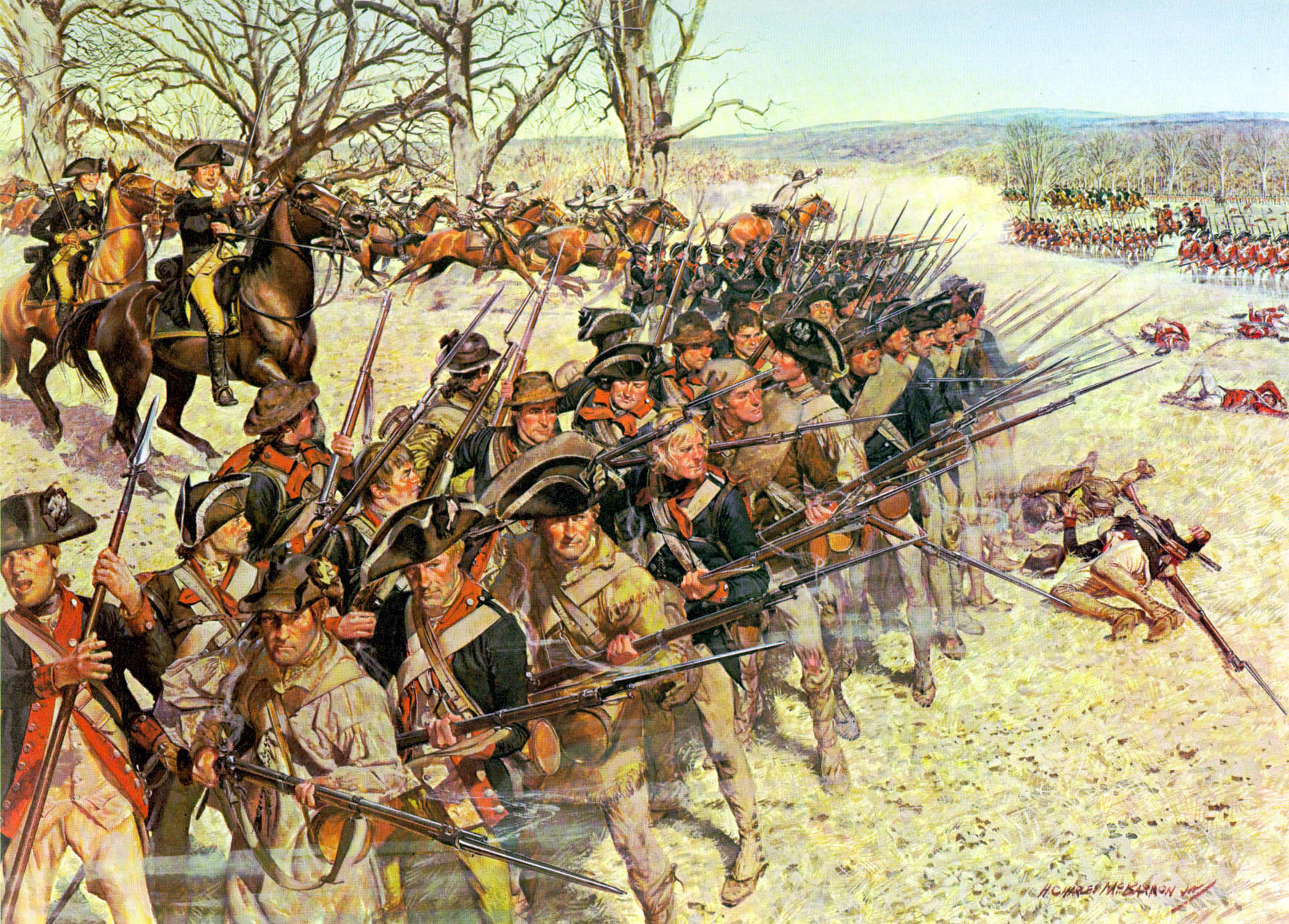
Stridsförlusterna var stora under det amerikanska frihetskriget, men de flesta soldater som dog gjorde det av epidemiska sjukdomar.

| År   | Stupade | Sårade | Tillfångatagna | Saknade |
| ---- | ------- | ------ | -------------- | ------- |
| 1775 | 323     | 436    | 519            | 5       |
| 1776 | 600     | 562    | 5365           | 1       |
| 1777 | 1493    | 2053   | 2084           | 38      |
| 1778 | 753     | 443    | 1212           | 139     |
| 1779 | 657     | 824    | 859            | 18      |
| 1780 | 984     | 1886   | 4661           | 9       |
| 1781 | 1003    | 1454   | 761            | 1216    |
| 1782 | 277     | 124    | 80             | 0       |
| 1783 | 0       | 1      | 1              | 0       |

Källa:

## Arméns organisation

### Ledning
- Överbefälhavare George Washington
- Generaladjutanten ansvarade för stabsplanering och personalfrågor.
- Generalkvartermästaren ansvarade för inkvartering, förplägnad, uniformer, utrustning och transporter.
  - Under generalkvartermästaren var generalvagnmästaren ansvarig för transporter.
- Generalkrigskommissarien ansvarade för upphandling av materiel och förnödenheter.
- Generalkrigskassören ansvarade för arméns avlöning.
- Generalmönsterherren ansvarade för kontroll av personalstater.
- Generalinspektören ansvarade för utbildning och disciplin. När Friedrich Wilhelm von Steuben blev generalinspektör förenades befattningen med generaladjutantsämbetet och kom att i praktiken att bli en stabschefsbefattning.

Källa:

### Militärterritoriell indelning
- Main Army (Huvudarmén) 1775-1783
- Militärområden
  - New York Department 1775-1776 (uppgick i Northern Department)
  - Canadian Department 1776-1776
  - Northern Department 1776-1783
  - Eastern Department 1776-1779
  - Middle Department 1776-1783
  - Southern Department 1776-1783

Källa:

### Högre förband
Huvudarmén och vissa av militärområdena hade högre förband.
- Brigad = 2-6 regementen från samma stat
- Division = 2 brigader

Källa:

### Regementsorganisation
Regementsorganisation enligt beslut av kontinentalkongressen
| Personal                             | Infanteri- regemente 1776 | Artilleri- regemente 1776 | Lätt dragon- regemente 1777 |
| ------------------------------------ | ------------------------- | ------------------------- | --------------------------- |
| Överste                              | 1                         | 1                         | 1                           |
| Överstelöjtnant                      | 1                         | 2                         | 1                           |
| Major                                | 1                         | 2                         | 1                           |
| Kapten                               | 8                         | 12                        | 6                           |
| Kaptenlöjtnant                       | -                         | 12                        | -                           |
| Löjtnant                             | 8                         | 12                        | 6                           |
| Underlöjtnant                        | 8                         | 24                        | -                           |
| Fänrik                               | 8                         | -                         | -                           |
| Kornett                              | -                         | -                         | 6                           |
| Regementsadjutant                    | 1                         | 1                         | -                           |
| Regementskvartermästare              | 1                         | 1                         | 1                           |
| Regementskassör                      | 1                         | -                         | 1                           |
| Regementspastor                      | 1                         | 1                         | 1                           |
| Regementsfältskär                    | 1                         | 1                         | 1                           |
| Fältskärsgesäll                      | 1                         | 1                         | 1                           |
| Stallmästare                         | -                         | -                         | 1                           |
| Fanjunkare (bataljonsadjutant)       | 1                         | -                         | -                           |
| Fanjunkare (bataljonskvartermästare) | 1                         | -                         | -                           |
| Regementstrumslagare                 | 1                         | 1                         | -                           |
| Regementspipare                      | 1                         | 1                         | -                           |
| Regementstrumpetare                  | -                         | -                         | 1                           |
| Regementssadelmakare                 | -                         | -                         | 1                           |
| Sergeant                             | 32                        | 48                        | 6                           |
| Kvartermästare                       | -                         | -                         | 6                           |
| Korpral                              | 32                        | 48                        | 24                          |
| Konstapel                            | -                         | 96                        | -                           |
| Lärkonstapel                         | -                         | 96                        | -                           |
| Trumslagare                          | 8                         | 12                        | -                           |
| Trumpetare                           | -                         | -                         | 6                           |
| Hovslagare                           | -                         | -                         | 6                           |
| Vapensmed                            | -                         | -                         | 6                           |
| Pipare                               | 8                         | 12                        | -                           |
| Meniga                               | 608                       | -                         | 192                         |
| Hantlangare                          | -                         | 384                       | -                           |

Källa: 

## Avlöning
George Washington vägrade att ta emot någon lön för sin tjänst som överbefälhavare, däremot lovade Kontinentalkongressen att betala de kostnader han ådrog sig i tjänsten.
Generalitetets och generalstabens avlöning
| Grad eller befattning          | Månadslön $ |
| ------------------------------ | ----------- |
| Generalinspektör               | 300         |
| Generalkvartermästare          | 166,66      |
| Generalmajor                   | 166         |
| Brigadgeneral vid kavalleriet  | 156,25      |
| Generalkrigskassör             | 150         |
| Brigadgeneral, generaladjutant | 125         |
| Generalkrigskommissarie        | 83,33       |

Källa:
Infanteriets avlöning
| Grad eller befattning                      | Månadslön $ |
| ------------------------------------------ | ----------- |
| Överste                                    | 75          |
| Överstelöjtnant                            | 60          |
| Major                                      | 50          |
| Kapten                                     | 40          |
| Regementskvartermästare, regementsadjutant | 39,66       |
| Regementskassör                            | 30          |
| Löjtnant, underlöjtnant                    | 26,66       |
| Fänrik                                     | 20          |
| Fanjunkare                                 | 10          |
| Sergeant                                   | 10          |
| Regementstrumslagare, regementspipare      | 9           |
| Korpral, pipare, trumslagare               | 7,33        |
| Menig                                      | 6,66        |

Källa: